# Acolasis templada
Acolasis templada är en fjärilsart som beskrevs av William Schaus 1906. Acolasis templada ingår i släktet Acolasis och familjen nattflyn. Inga underarter finns listade i Catalogue of Life.